# Dogstar
Dogstar est un groupe de rock alternatif et grunge américain, originaire de Los Angeles, en Californie.
Formé au milieu des années 1990, il est surtout connu grâce à son bassiste Keanu Reeves, devenu ensuite un acteur célèbre. Les deux autres membres sont Bret Domrose (chant et guitare) et Robert Mailhouse (batterie).

## Biographie
C’est une rencontre fortuite dans un supermarché, en 1991, entre Keanu Reeves et Mailhouse, qui donne naissance au groupe. Gregg Miller les rejoint au chant en 1992. Au début, ils ne se produisent qu'en concerts privés. Un autre membre arrive en 1994 : Bret Domrose, qui devient le chanteur ainsi que le compositeur de la majorité des chansons de cette formation. Miller tourne avec le groupe en 1995 aux États-Unis et en Asie.
Toujours en 1995, Dogstar fait la première partie de Bon Jovi en Australie et en Nouvelle-Zélande, puis participe à plusieurs concerts avec David Bowie. Greg Miller quitte Dogstar à la fin de la tournée.
Dogstar se fait aussi connaitre pour se produire avec des groupes tels que Rancid et Weezer. Un EP de quatre titres, Quattro Formaggi, est publié et distribué par Zoo Entertainment au début de 1996, suivi d'un premier album, Our Little Visionary, distribué uniquement au Japon. Néanmoins, la popularité du groupe s'étend à l'international, lui permettant de jouer au Glastonbury Festival en 1999.
Un deuxième album studio, Happy Ending, est publié en 2000. Le groupe apparaît dans deux films : Me and Will (1999) et Ellie Parker (présenté en court métrage en 2001, puis distribué en long métrage en 2005). La dernière prestation de Dogstar avant une longue séparation a lieu au Japon en 2002.
Dogstar remonte sur scène en 2023 dans le cadre du festival BottleRock, dans la Napa Valley, et annonce préparer un troisième album. Somewhere Between the Power Lines and Palm Trees sort le 6 octobre 2023. Il est suivi par la première tournée européenne du groupe, en 2024.

## Discographie

### Albums studio
- 1996 : Our Little Visionary
- 2000 : Happy Ending
- 2023 : Somewhere Between the Power Lines and Palm Trees

### EP
- 1996 : Quattro Formaggi